# Margerie-Chantagret
Margerie-Chantagret – miejscowość i gmina we Francji, w regionie Owernia-Rodan-Alpy, w departamencie Loara.
Według danych na rok 1990 gminę zamieszkiwało 390 osób, a gęstość zaludnienia wynosiła 51 osób/km² (wśród 2880 gmin regionu Rodan-Alpy Margerie-Chantagret plasuje się na 1243. miejscu pod względem liczby ludności, natomiast pod względem powierzchni na miejscu 1308.).

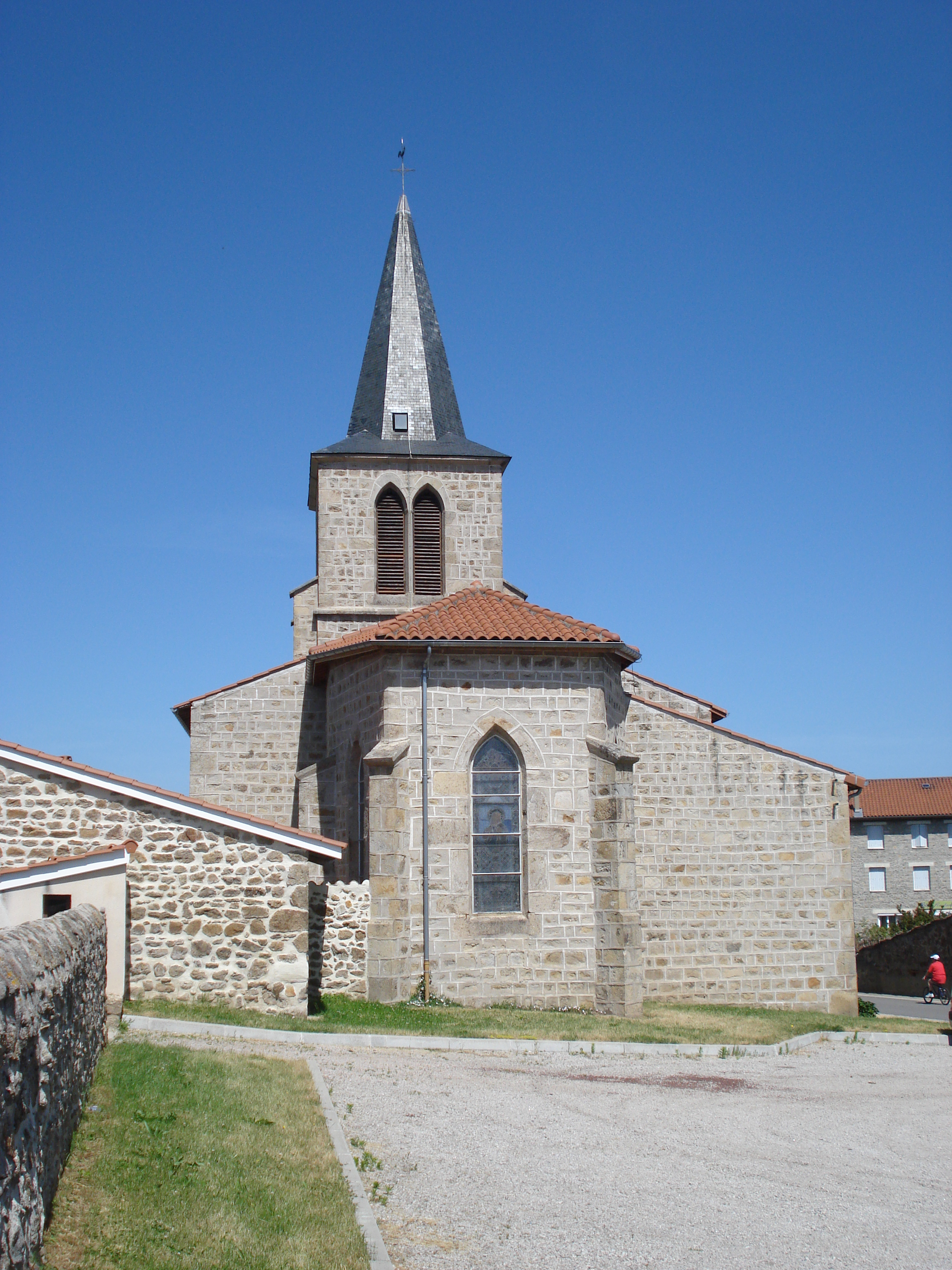
Kościół w Margerie-Chantagret, 2009